# Les Enfers
Les Enfers (französisch [lezɑ̃fɛr], im Ortsdialekt der Freiberge [ez ɑ̃ˈfɛjɛ]) ist eine politische Gemeinde im Bezirk Freiberge des Schweizer Kantons Jura. Der frühere deutsche Name Die Hell oder Inderhöll wird heute nicht mehr verwendet.

## Geographie
Les Enfers liegt auf 955 m ü. M., fünf Kilometer nordöstlich des Bezirkshauptorts Saignelégier (Luftlinie). Das Dorf erstreckt sich auf einer ebenen Jurahochfläche der Freiberge (französisch Franches Montagnes), südlich des Doubstals.
Die Fläche des 7,1 km² grossen Gemeindegebiets umfasst einen Abschnitt der leicht gewellten Hochfläche des Plateaujuras, auf der sich moorige, meist oberirdisch abflusslose Senken mit Kuppen aus Kalkstein abwechseln. Im Osten erstreckt sich das Gebiet auf die Höhe Sur le Begnon nordöstlich von Montfaucon, die mit 1022 m ü. M. den höchsten Punkt der Gemeinde bildet. Im Norden umfasst die Gemeindefläche den oberen Teil der steilen, teils mit Felswänden (Rouges Roches) durchsetzten südlichen Talflanke des Doubs, hier Côte au Bouvier und Côte de Sciet genannt. Von der Gemeindefläche entfielen 1997 2 % auf Siedlungen, 47 % auf Wald und Gehölze, 50 % auf Landwirtschaft, und etwas weniger als 1 % war unproduktives Land.
Zu Les Enfers gehören der Weiler Cerniévillers (912 m ü. M.) am Hang der Côte de Sciet hoch über dem Doubs sowie mehrere Einzelhöfe. Nachbargemeinden von Les Enfers sind Soubey, Saint-Brais, Montfaucon, Le Bémont und Saignelégier.

## Bevölkerung
Mit 149 Einwohnern (Stand 31. Dezember 2023) gehört Les Enfers zu den kleinen Gemeinden des Kantons Jura. Von den Bewohnern sind 84,6 % französischsprachig, 13,9 % deutschsprachig und 0,8 % englischsprachig (Stand 2000). Seit 1870 (damals 287 Einwohner) hat sich die Bevölkerungszahl von Les Enfers halbiert. 1900 wurden noch 194 Einwohner gezählt.

## Wirtschaft
Les Enfers ist ein vorwiegend landwirtschaftlich geprägtes Dorf mit Milchwirtschaft und Viehzucht. Ausserhalb des primären Sektors sind nur wenige Arbeitsplätze im lokalen Kleingewerbe vorhanden. Viele Erwerbstätige sind deshalb Wegpendler. Im Moorboden der Péture des Saignes wurde früher Torf gestochen.

## Verkehr
Die Gemeinde ist verkehrsmässig recht gut erschlossen. Sie liegt 1 km von der Hauptstrasse von Delémont nach La Chaux-de-Fonds entfernt, an der Kantonsstrasse von Montfaucon nach Soubey. Les Enfers wird zu gewissen Zeiten durch die Buslinie bedient, die von Glovelier nach Saignelégier fährt; die nächste von jedem Kurs angefahrene Haltestelle liegt im Nachbardorf Montfaucon.

## Geschichte
Seine erste Erwähnung findet das Dorf 1330 unter dem Namen Au cruz des Enfers. Der Name bedeutet «tief gelegener Ort, abschüssiger Ort»; dem französischen enfers liegt lateinisch infernu «tiefer gelegen» zugrunde. Gemeint ist damit die mit Felsen durchsetzte Talflanke des Doubs.
Les Enfers gehörte zur Herrschaft Freiberge, die dem Fürstbistum Basel unterstand. Von 1793 bis 1815 gehörte Les Enfers zu Frankreich und war anfangs Teil des Département du Mont-Terrible, ab 1800 mit dem Département Haut-Rhin verbunden. Durch den Entscheid des Wiener Kongresses kam der Ort 1815 an den Kanton Bern und am 1. Januar 1979 an den neu gegründeten Kanton Jura.
Der Weiler Cerniévillers bildete während der französischen Zeit eine eigene Munizipalgemeinde, wurde aber 1817 mit Les Enfers vereinigt.

## Sehenswürdigkeiten
Eine kleine Kapelle befindet sich am Nordrand der Ebene Fin des Esserts, kurz vor dem Steilabfall ins Doubstal. Kirchlich war Les Enfers immer von Montfaucon abhängig.

## Bilder

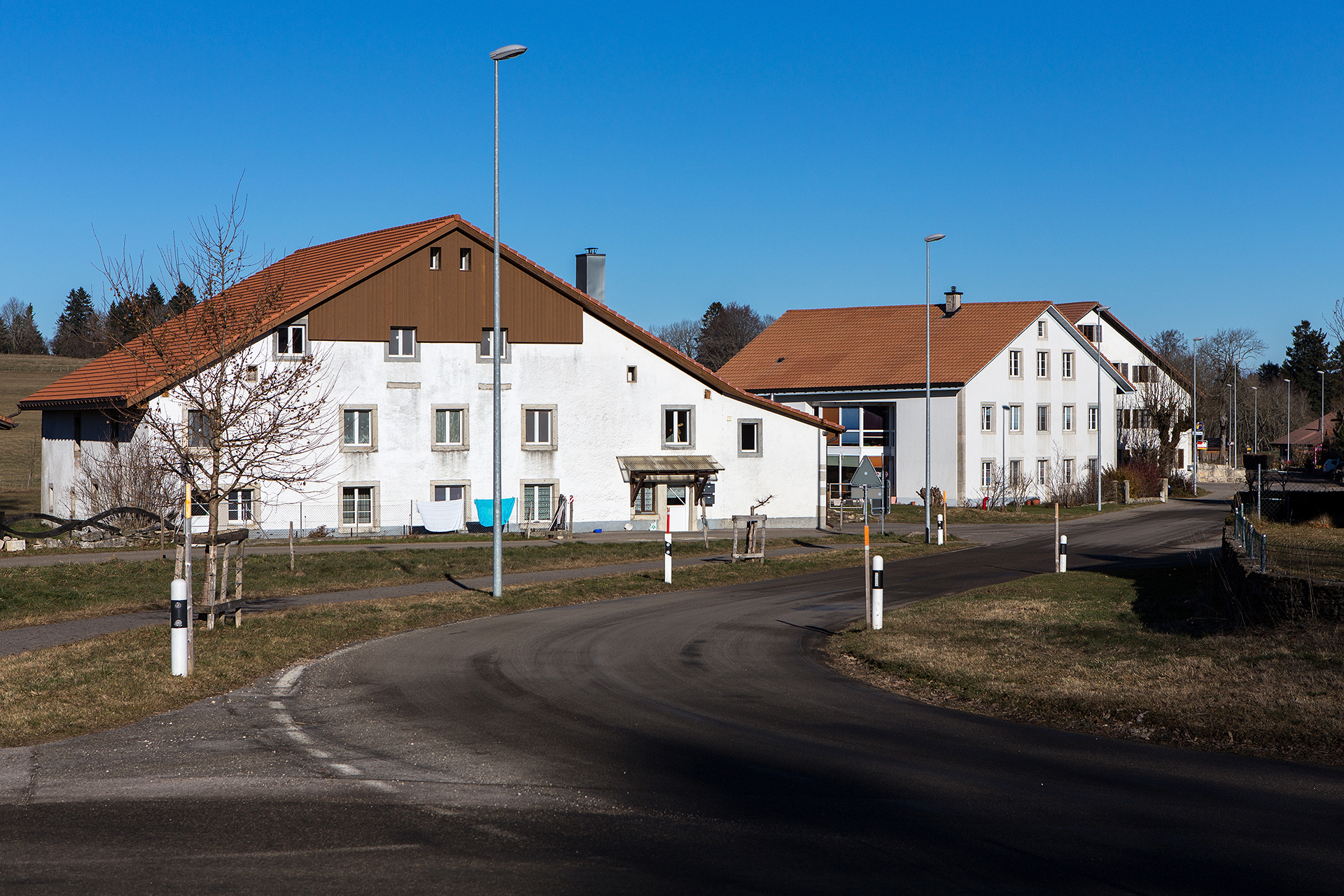
Pré Morel (Strasse nach Soubey)
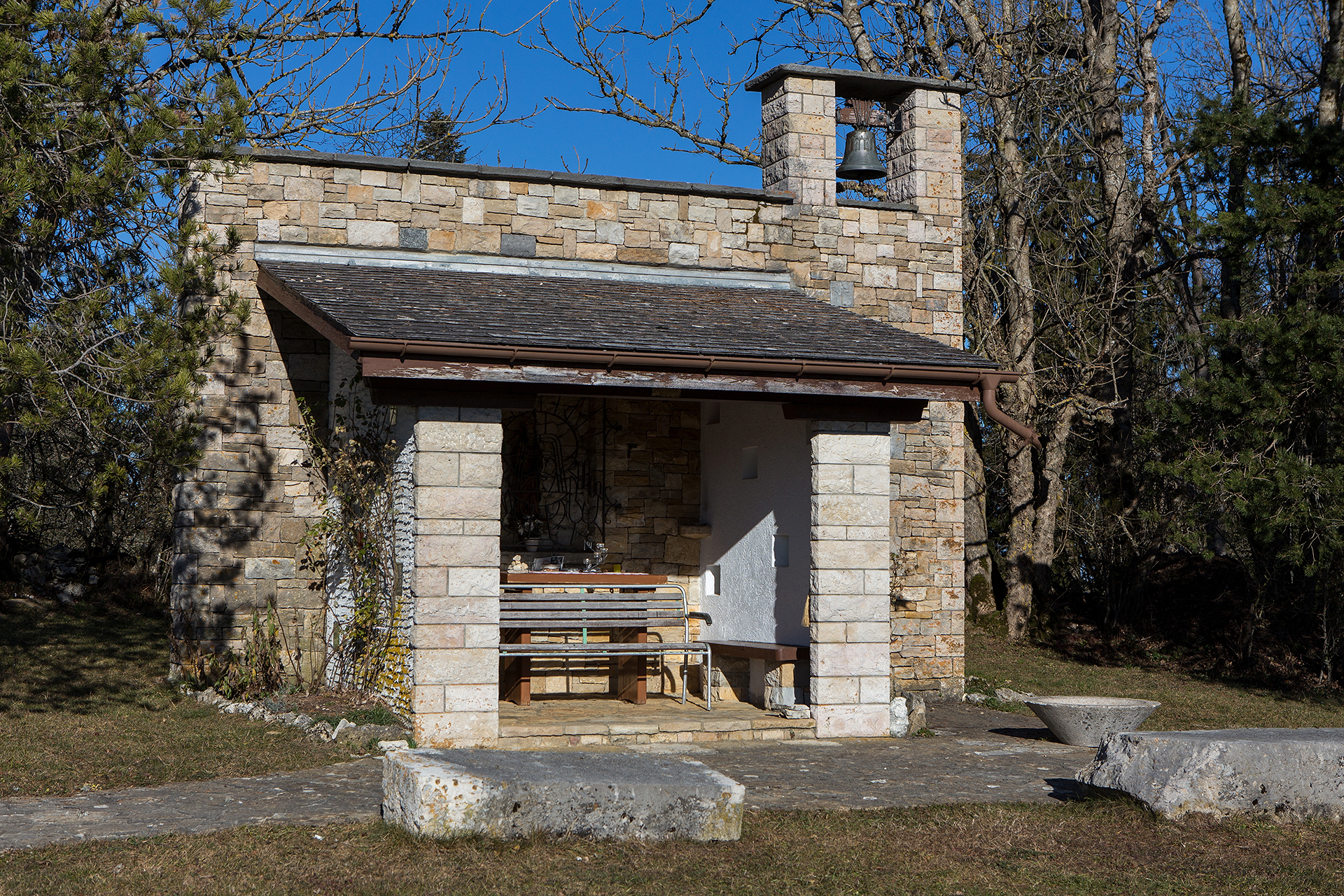
Wegkapelle
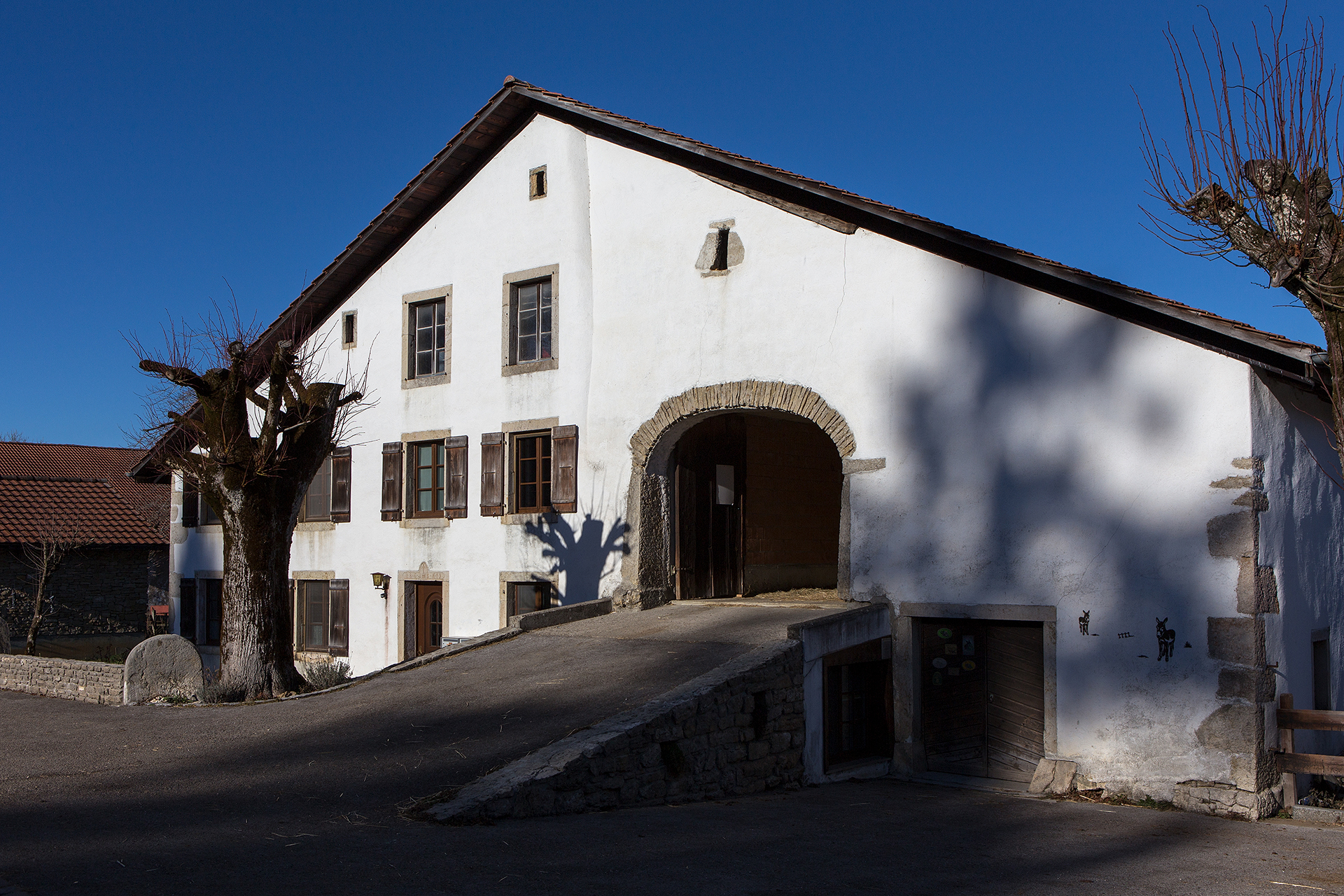
Freiberger Bauernhaus
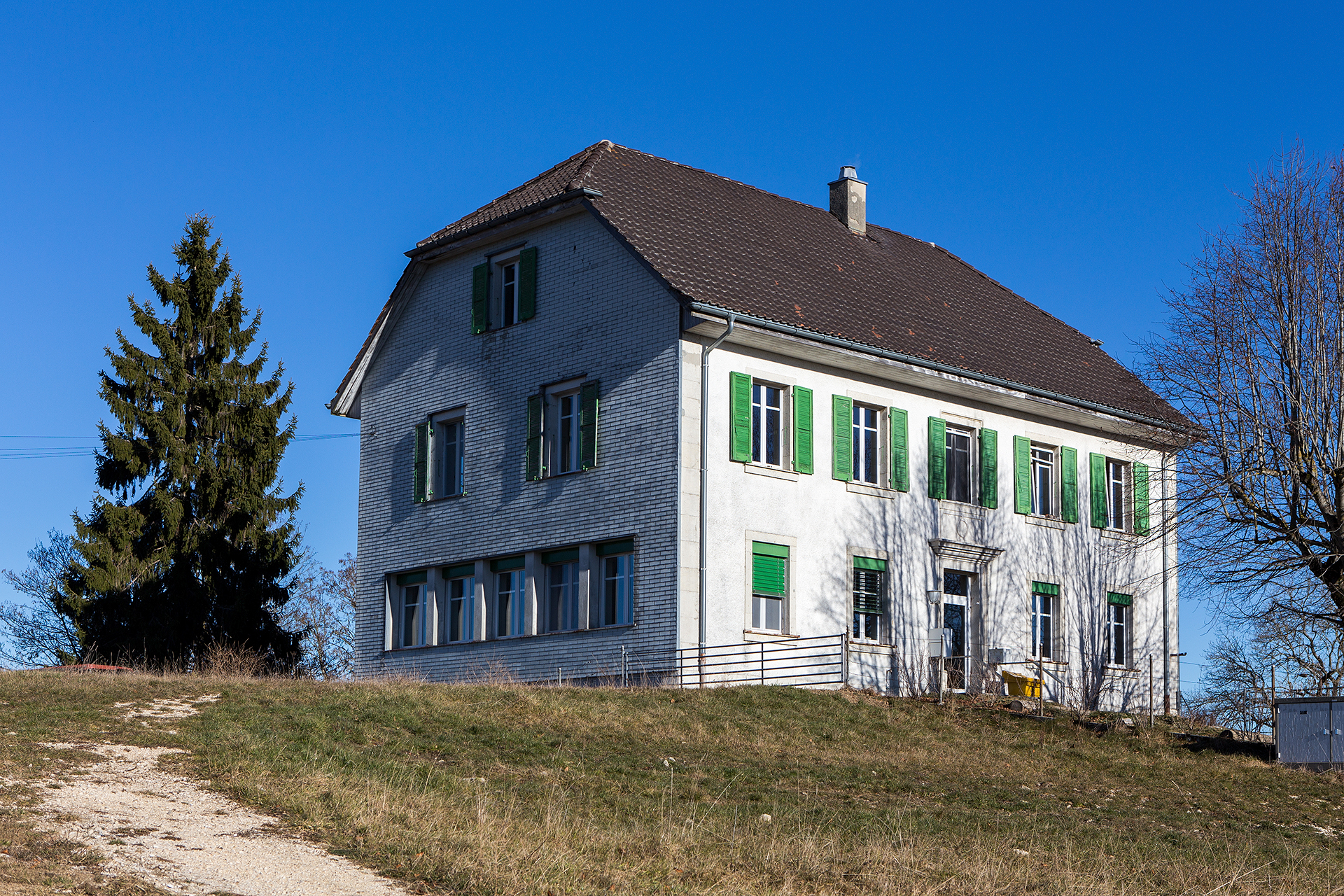
Primarschulhaus
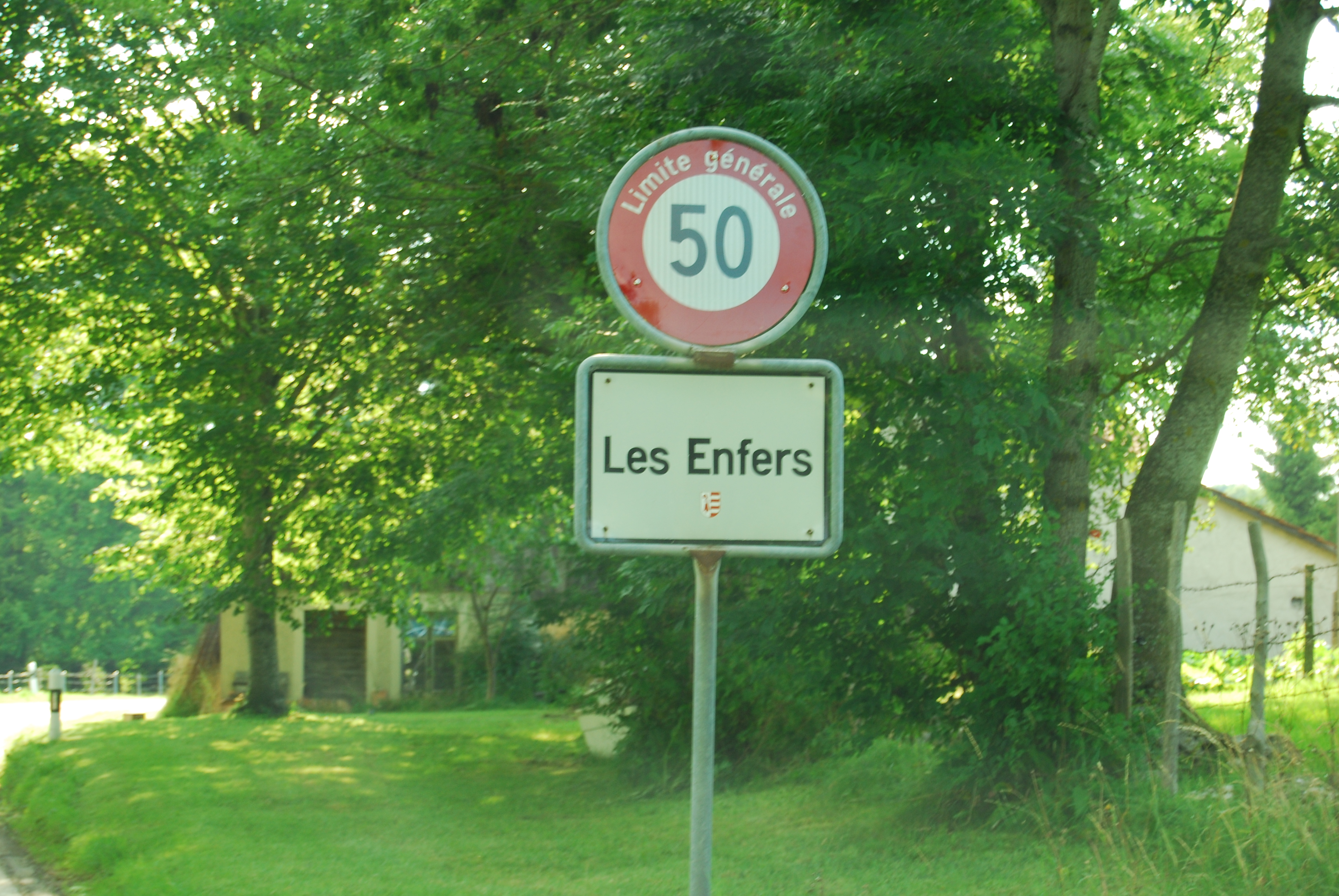
Dorfeingang von Les Enfers
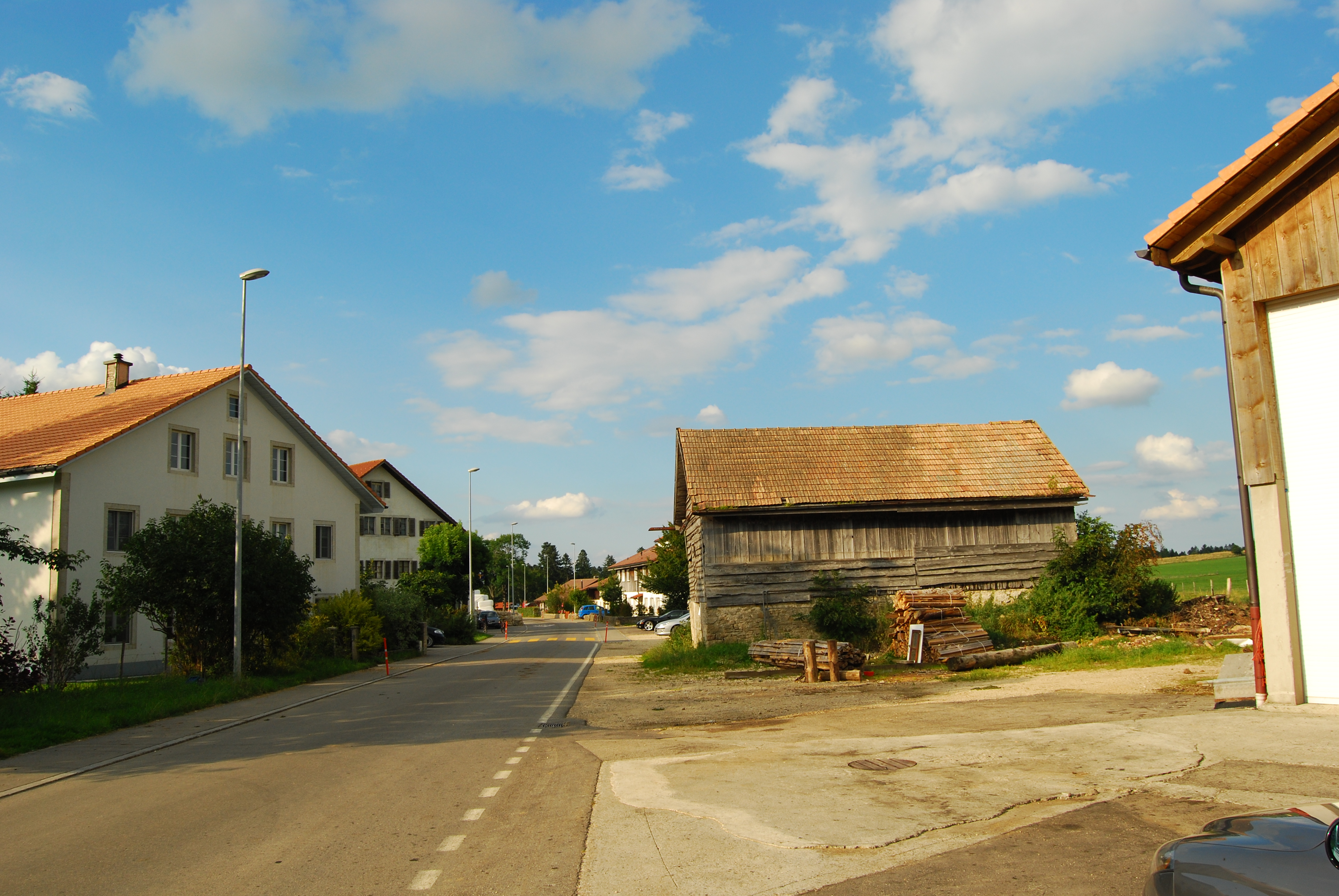
Dorfstrasse
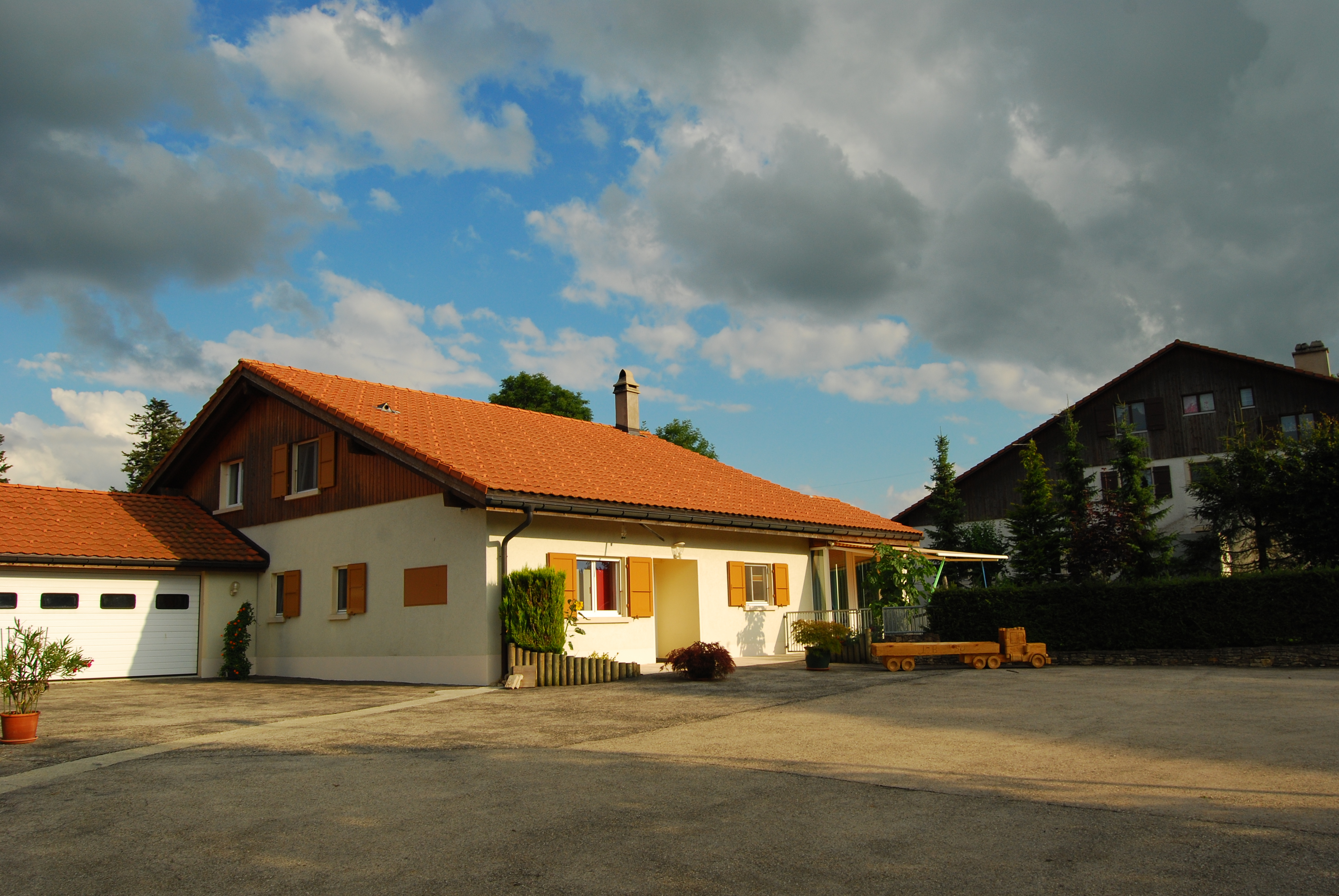
Les Enfers